# Alloschizidium sardoum
Alloschizidium sardoum är en kräftdjursart som först beskrevs av Arcangeli 1933.  Alloschizidium sardoum ingår i släktet Alloschizidium och familjen klotgråsuggor. Inga underarter finns listade i Catalogue of Life.